# Teisendorf
Teisendorf (Trung Bayern: Deisndorf ) là một xã nằm ở huyện Berchtesgadener Land, thuộc bang Bayern của Đức.